# Gelbe Hauhechel
Die Gelbe Hauhechel (Ononis natrix) ist eine Pflanzenart aus der Gattung Hauhecheln (Ononis) in der Unterfamilie Schmetterlingsblütler (Faboideae) innerhalb der Familie der Hülsenfrüchtler (Fabaceae). Sie wird als Zierpflanze verwendet.

## Beschreibung

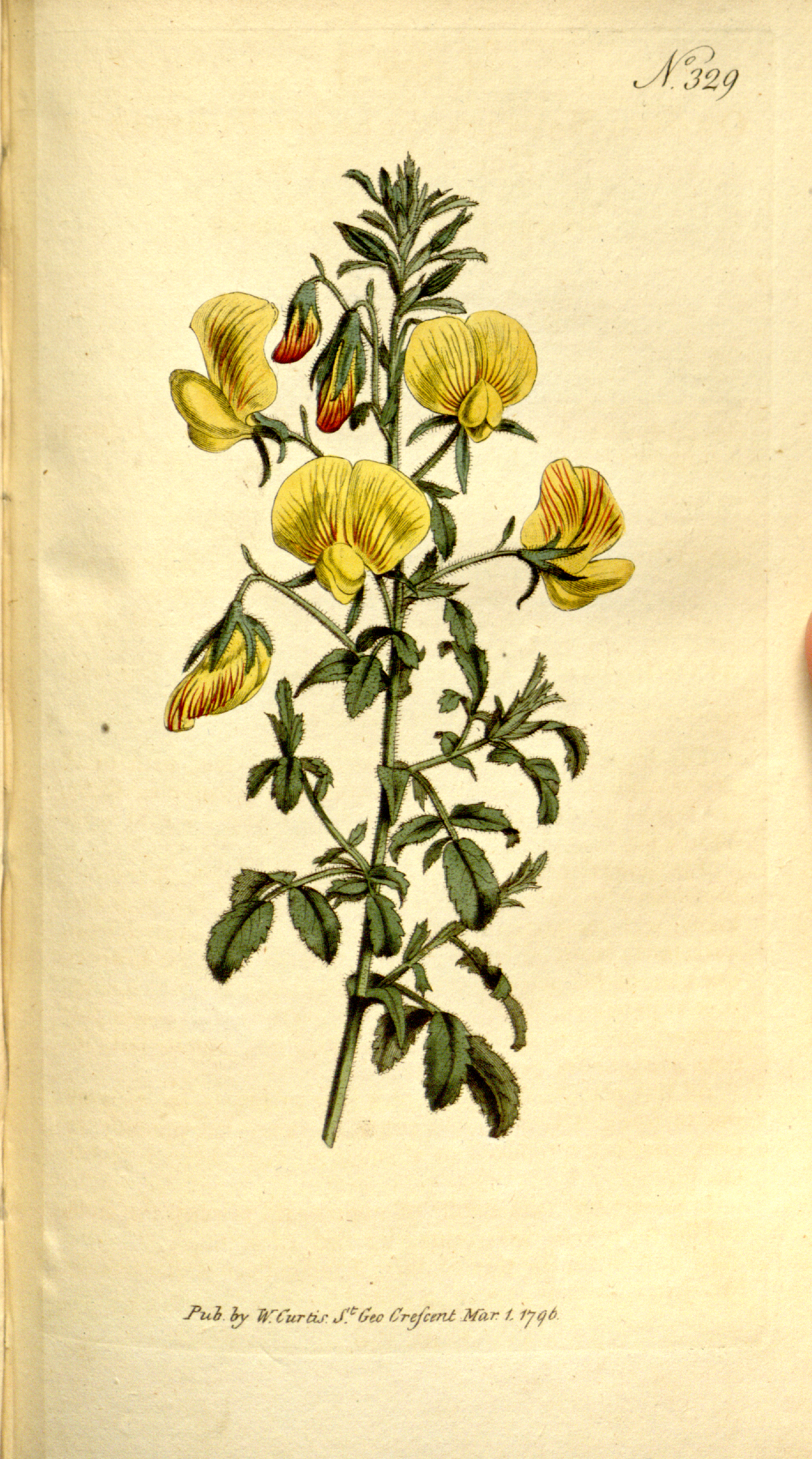
Illustration

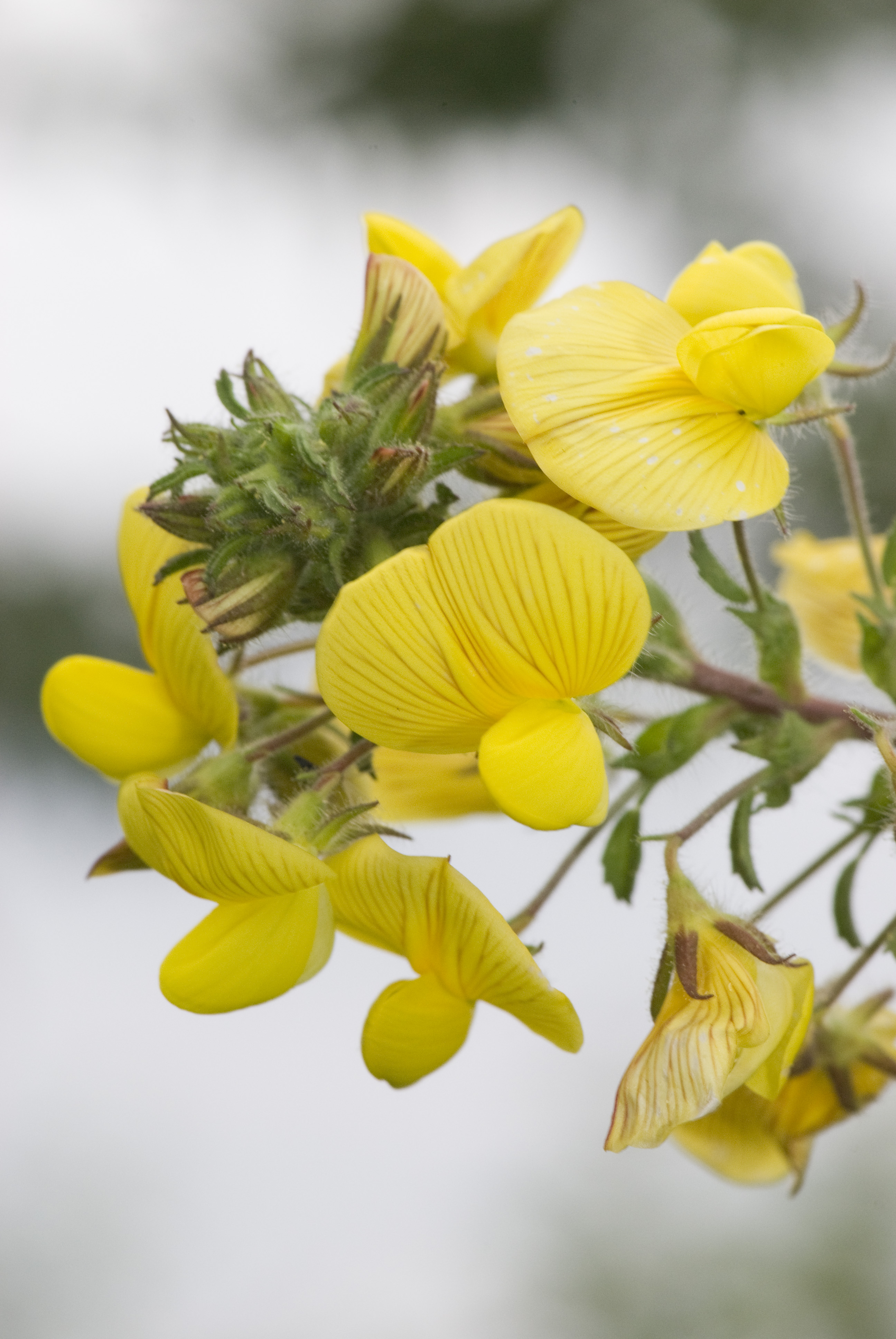
Blütenstand

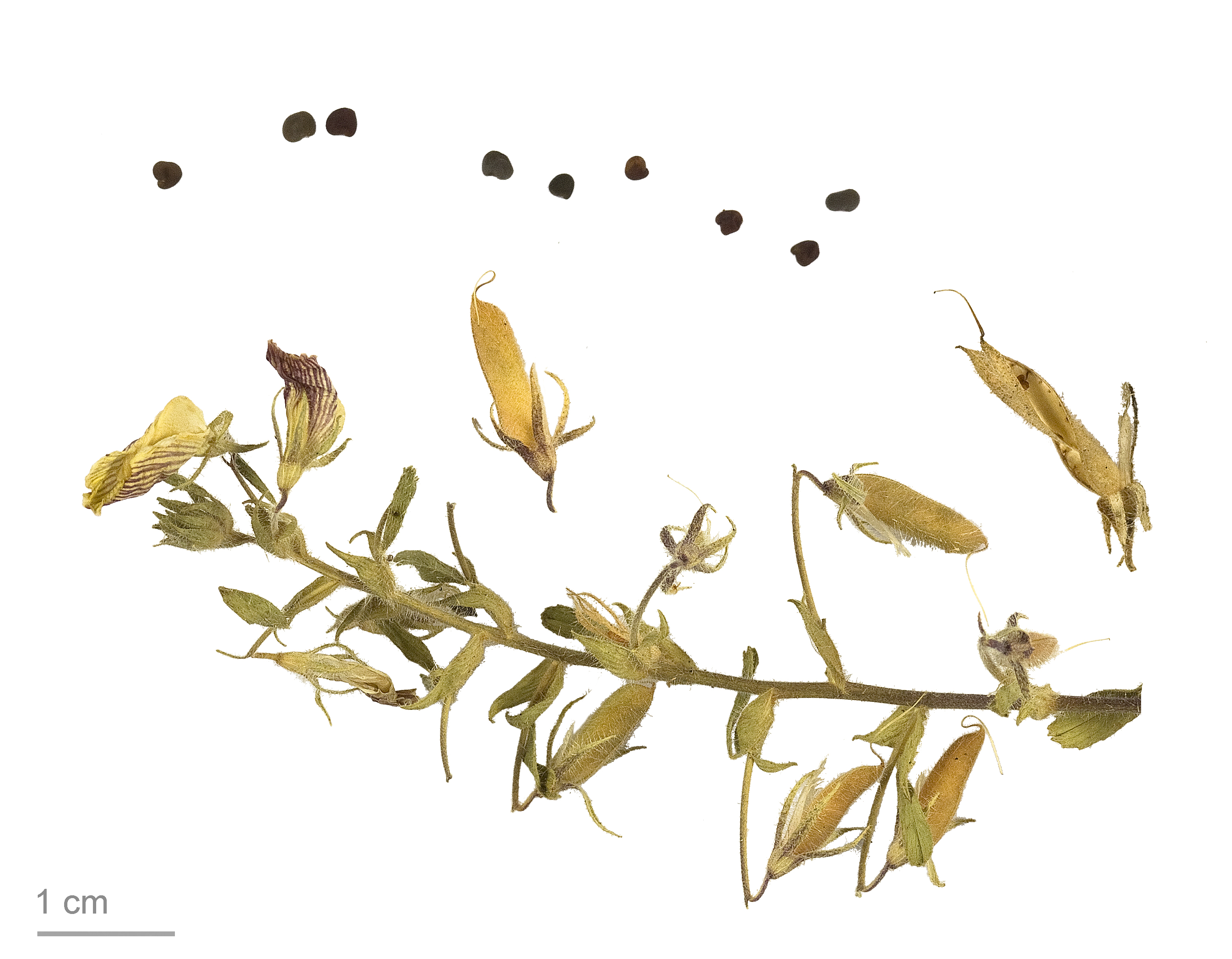
Hülsenfrüchte und Samen

### Vegetative Merkmale
Die Gelbe Hauhechel wächst als Halbstrauch und erreicht Wuchshöhen von 10 bis 70 Zentimetern. Die vegetativen Pflanzenteile sind dicht drüsig und klebrig behaart (Indument). Der aufrechte oder aufsteigende Stängel ist unverzweigt oder von der Basis ab verzweigt und verholzt an der Basis.
Die wechselständig am Stängel angeordneten Laubblätter sind in Blattstiel und Blattspreite gegliedert. Die Blattspreite ist meist drei- die untersten selten fünf-, die obersten selten einteilig. Die Fiederblätter sind bei einer Länge von 1 bis 3 Zentimetern länglich, verkehrt-eiförmig bis breit lineal mit keilförmiger Basis und spitzem oberen Ende. Die Nebenblätter sind krautig.

### Blütenstand und Blüte
Die Blütezeit reicht meist von Mai bis Juli, manchmal bis Oktober. An den Knoten (Nodien) oder am oberen Bereich der Verzweigungen stehen in lockeren, beblätterten, traubigen oder rispigen Blütenständen die Blüten zusammen. Die Tragblätter sind begrannt. Der Blütenstiel ist meist 5 bis 20 Millimeter lang.
Die zwittrige Blüte ist zygomorph und fünfzählig mit doppelter Blütenhülle. Die 8 bis 12 Millimeter langen Kelchblätter sind nur kurz verwachsen. Die fünf lineal-lanzettlichen Kelchzähne sind 2,5- bis 4-mal länger als die Kelchröhre. Die 12 bis 20 Millimeter lange Blütenkrone hat die typische Form der Schmetterlingsblütler und ist etwa dreimal so lang wie der Kelch. Die Farbe der Kronblätter ist kräftig gelb mit rötlicher bis purpurfarbener Aderung.

### Frucht und Samen
Die hängende, drüsig behaarte sowie geschnäbelte Hülsenfrucht ist zwei- bis dreimal so lang wie der haltbare Kelch und lineal-elliptisch mit einer Länge von 10 bis 25 Millimetern und einer Breite von 3 bis 4 Millimetern. Sie enthält meist 6 bis 9, selten bis zu 27 Samen. Die kugelförmigen Samen besitzen eine winzig warzige Oberfläche.

### Chromosomenzahl
Die Chromosomenzahl beträgt 2n = 24, 32 oder 64.

## Vorkommen
Das Verbreitungsgebiet von Ononis natrix befindet sich im Mittelmeerraum, an der iberischen Atlantikküste und in wärmeren Gebieten Mitteleuropas. Als Fundorte werden angegeben: Deutschland, Schweiz, Österreich, Ungarn, ehemaliges Jugoslawien, Portugal, Spanien (inklusive der Balearen), Frankreich (inklusive Korsika), Italien (inklusive Sardinien), Marokko, Algerien, Ägypten, südliche Türkei, Israel, Jordanien, Libanon, Syrien, selten im westlichen Irak. Die Angaben von den Kanarischen Inseln betreffen Ononis angustissima und Ononis hesperia, von Libyen Ononis ramosissima, von Sizilien, Griechenland, Kreta und den Ostägäischen Inseln Ononis ramosissima und Ononis talaverae. In China tritt die Gelbe Hauhechel als verwilderter Gartenflüchtling auf. Sie steigt im Wallis bis 1500 Meter, in Südtirol auf der Seiseralpe bis 2100 Meter Meereshöhe auf.
In Baden-Württemberg wo die einzigen wahrscheinlich natürlichen Vorkommen im südlichen Oberrheingebiet am Tuniberg und am Kaiserstuhl vorkamen, wird die Gelbe Hauhechel als „ausgestorben“ betrachtet.
Die Gelbe Hauhechel gedeiht an trockenen, sonnigen Stellen (Magerwiesen, steinige Hänge) von der Hügelstufe bis in die submontane Stufe. Sie wächst hauptsächlich in Trockenrasen und Halbtrockenrasen. Ononis natrix ist in Mitteleuropa Kennart der Ordnung Brometalia erecti Br.-Bl. 1936.
Die ökologischen Zeigerwerte nach Landolt et al. 2010 sind in der Schweiz: Feuchtezahl F = 2w (mäßig trocken aber mäßig wechselnd), Lichtzahl L = 4 (hell), Reaktionszahl R = 4 (neutral bis basisch), Temperaturzahl T = 4+ (warm-kollin), Nährstoffzahl N = 2 (nährstoffarm), Kontinentalitätszahl K = 4 (subkontinental).

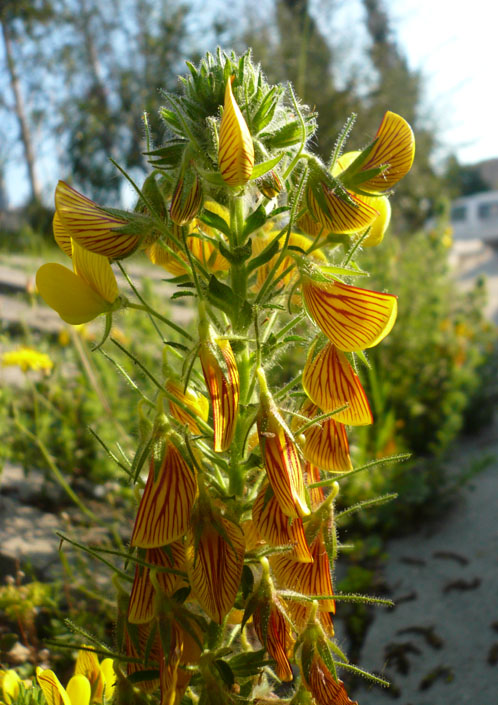
Ononis natrix subsp. natrix

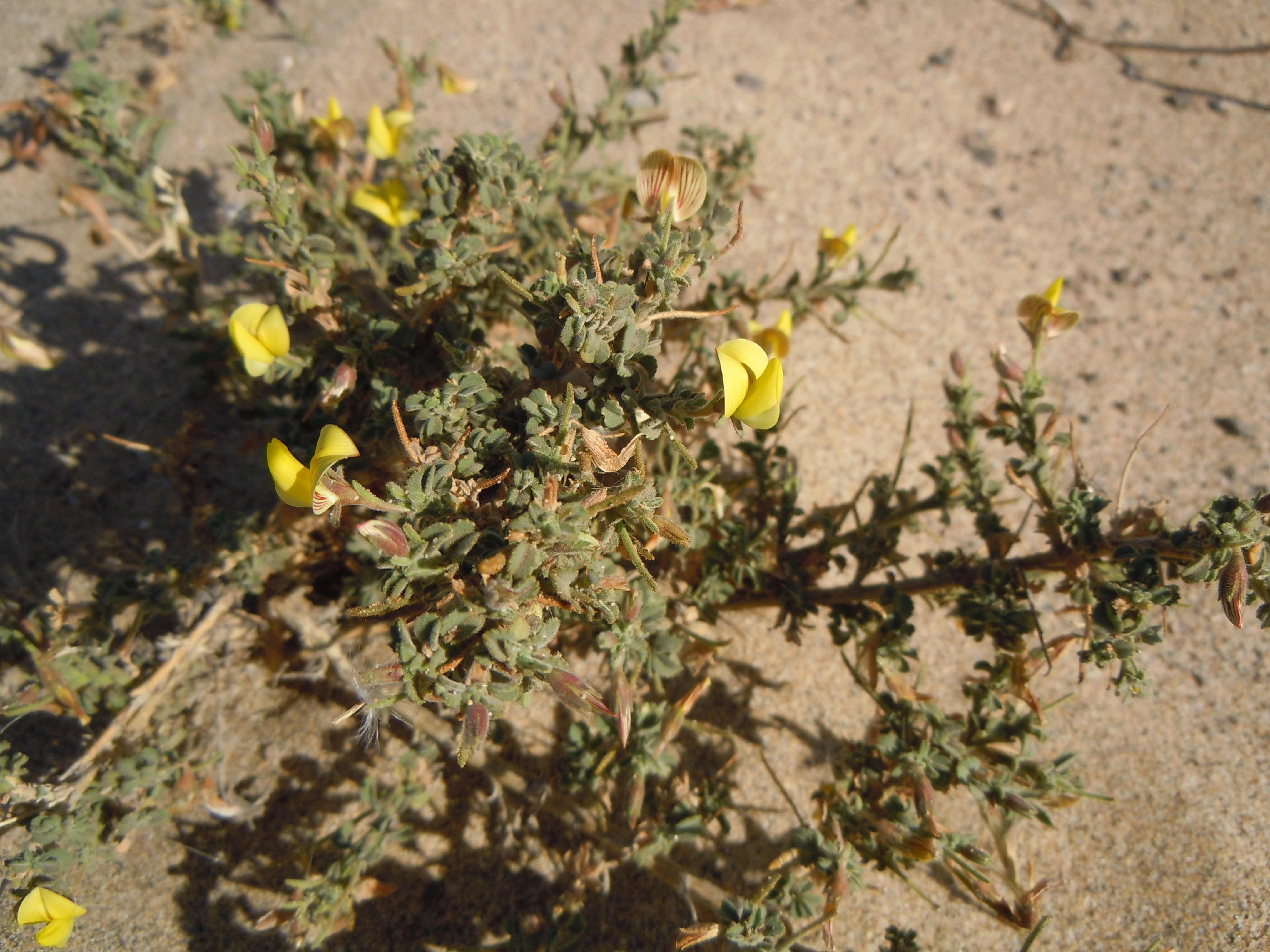
Ononis hesperia

## Systematik
Die Erstveröffentlichung von Ononis natrix erfolgte 1753 durch Carl von Linné in Species Plantarum. Das Artepitheton natrix bedeutet Natter.
Von Ononis natrix gibt es zahlreiche Unterarten:
- Ononis natrix subsp. arganietorum (Maire) Širj.: Sie kommt nur in Marokko vor.[15]
- Ononis natrix subsp. falcata (Viv.) Širj.: Sie kommt in Algerien und Tunesien vor.[17]
- Ononis natrix subsp. filifolia (Murb.) Širj.: Sie kommt in Algerien und Tunesien vor.[17]
- Ononis natrix subsp. mauritii (Maire & Sennen) Širj.: Sie kommt in Marokko vor.[17]
- Ononis natrix subsp. natrix (Syn.: Ononis natrix subsp. candeliana (Maire) Maire)[6]: Sie kommt in Spanien, Frankreich, Italien, im früheren Jugoslawien, in der Türkei, im Libanon, in Israel, Ägypten, Algerien und Marokko vor.[15] Auch in Portugal, in der Schweiz und in Deutschland kommt sie vor.[17]
- Ononis natrix subsp. polyclada (Murb.) Širj.: Sie kommt in Marokko, Algerien und in Tunesien vor.[17]
- Ononis natrix subsp. prostrata (Br.-Bl. & Wilczek) Širj.: Sie kommt nur in Marokko vor.[15]
- Ononis natrix subsp. stenophylla (Boiss.) Širj.: Sie kommt in Israel, Ägypten und im Libanon sowie möglicherweise als Gartenflüchtling im Irak[18] vor.[15]

Nahe verwandte, manchmal als Unterarten zu Ononis natrix gestellte Arten sind:
- Ononis angustissima Lam. (Syn.: Ononis natrix subsp. angustissima (Lam.) Širj.)
- Ononis hesperia (Maire) Förther & Podl. (Syn.: Ononis natrix subsp. hesperia Maire)
- Ononis ramosissima Desf. (Syn.: Ononis natrix subsp. ramosissima (Desf.) Batt.) und
- Ononis talaverae Devesa & López (Syn.: Ononis hispanica L.f. nom. ambig.)[15][16]